# هفتومان
روستای هفتومان یک روستای زیبا در دل کویر با جاذبه‌های توریستی است. این روستا یک روستای منحصر به فرد از نظر جذب و حمایت از سرمایه گذاران در زمینه سنگ‌های تزئینی است.
وجه تسمیه آن از اینرو بوده که هفت رشته کاریز یا قنات داشته است و بر این اساس به آن هفتومان می‌گویند.
کویر مرکزی ایران که به دشت کویر موسوم است در بخش شمال فلات ایران قرار دارد. این چاله زمین‌شناسی از
خشک‌ترین نواحی ایران است، بزرگ‌ترین بیابان بسته محصور در خشکی کره زمین به‌شمار می‌رود.
کویر آسمان نیلگون و پرستاره ای دارد‏، که سرا پرده ملکوت خداست. نگریستن به آسمان، ناظرین را به اندیشیدن
و سیر آفاقی وامی‌دارد که پختگی فکری‏، رشد عقلی و شکوفایی اندیشه‌ها واستعدادها، ارمغان آن است.
مهتاب کویر مهربان است و آرامش بخش، افق گسترده کویر که نه فرازی دارد و نه نشیبی، انسانهایی گشاده‌رو،
مهربان و مهمان نوازی را بار آ ورده است. روستای هفتومان واقع در بخش نیمه کوهستانی این شهرستان در زمره
مناطقی است که اهالی اش سالهاست درخت بنه کهنسالی را که یک عمر آزگار در مسیر زوار ثامن الائمه شاهد صادق
رهپویان عشق بوده است، بعنوان میعادگاه نذر و نیازشان برگزیده‌اند. این روستا و درختش با آب و هوای خوبش
در گذشته، یکی از منازل عبور کاروان‌های زیارتی از دل کویر بوده است. روستای هفتومان در لابلای مناطق
نیمه کوهستانی شهرستان خور و بیابانک واقع است. هفتومان اکنون حدود۱۷۰ نفر جمعیت دارد که اکثراً از راه
کشاورزی و دامداری امرار معاش می‌کنند. در ۲۰۰ متری شرق این روستا و از دل یک تخت سنگ (با محیط ۲۰ متر و
ارتفاع سه متر)، درخت بنه ای سر برآورده که با تنه قطورش معلوم است عمر درازی دارد.
در تاریخ ۱۳۹۲/۲/۲۰ با حضور مسئولین شهرستان خور و بیابانک - نائین و اصفهان، خانه سنتی هفتومان افتتاح شد.

## وضعیت جغرافیایی
اصفهان- شهرستان خوروبیابانک- روستای هفتومان
فاصله تا اصفهان ۳۶۰ کیلومتر
فاصله تا نایین ۲۴۰ کیلومتر
فاصله تا خور ۷۰ کیلومتر
این روستا در ۳۳ درجه و ۳۱ دقیقه شمالی و ۵۴ درجه و ۴۵ دقیقه شرقی قرار دارد و ارتفاع آن از سطح دریا ۱۱۶۸ متر می‌باشد. 

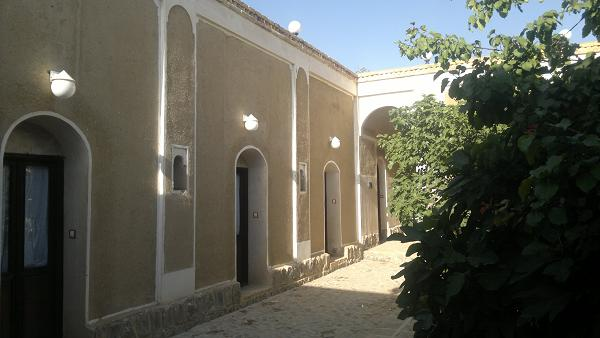
خانه سنتی هفتومان

## جمعیت
این روستا در دهستان نخلستان قرار دارد و براساس سرشماری مرکز آمار ایران در سال ۱۳۸۵، جمعیت آن ۱۱۴ نفر (۴۱خانوار) بوده است.
هفتومان، روستایی از توابع بخش خور و بیابانک شهرستان خوروبیابانک در استان اصفهان ایران است. 

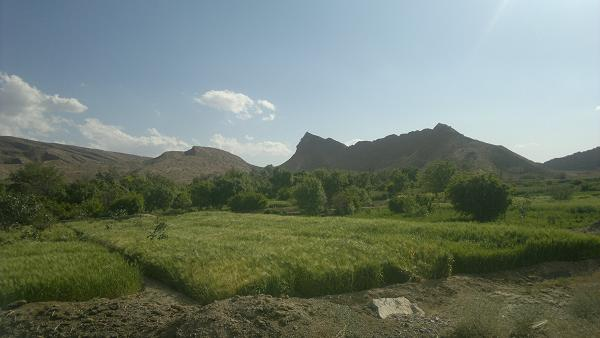
دشت زیبای روستای هفتومان